# 후고 스테인하우스
브와디스와프 후고 디오니지 스테인하우스(폴란드어: Władysław Hugo Dyonizy Steinhaus, 1887년 1월 14일 ~ 1972년 2월 25일)는 폴란드의 수학자이다. 함수해석학과 게임 이론에 공헌하였다.

## 생애
1887년 1월 14일 포트카르파츠키에주 야스워(폴란드어: Jasło)의 유대인 가정에서 태어났다. 아버지 보구스와프 스테인하우스(폴란드어: Bogusław Steinhaus)는 벽돌 공장을 소유하였다. 어머니는 에벨리나 립시츠(폴란드어: Ewelina Lipschitz)였다.
1905년에 야스워 김나지움을 졸업하였다. 리비우 대학교에서 수학과 철학을 공부하였고, 1906년에 괴팅겐 대학교로 전학하여 1911년에 다비트 힐베르트 밑에서 박사 학위를 수여받았다.
제1차 세계 대전이 발발하자 귀국하여 유제프 피우수트스키가 이끄는 폴란드 군단의 일원으로 참전하였다. 1917년에 리비우 대학교 연구원이 되었고, 1920년에 하빌리타치온을 획득하였다. 1921년에 조교수(폴란드어: profesor nadzwyczajny)로, 1925년에 정교수(폴란드어: profesor zwyczajny)로 승진하였다.
나치 독일이 바르바로사 작전을 통해 리비우를 침공하자, 유대인이었던 스테인하우스는 숨어서 게슈타포를 피하였다. 전후 브로츠와프 대학교의 교수가 되었다.
1972년 2월 25일 폴란드 브로츠와프에서 85세의 일기로 사망하였다.

## 같이 보기
- 스테인하우스 정리

## 참고 문헌
- Kuratowski, Kazimierz (1980). 《A half century of Polish mathematics: remembrances and reflections》 (영어). Pergamon Press. ISBN 978-0-08-023046-7.